# بياتريس ويب
(مارثا) بياتريس ويب (بالإنجليزية: Beatrice Webb)‏ (مواليد 22 يناير 1858 - الوفاة 30 أبريل 1943)، والتي عرفت بالليدي باسفيلد منذ عام 1929، كانت عالمة في الاجتماع الإنجليزي، خبيرة اقتصادية، اشتراكية، مؤرخة عمل ومصلحة اجتماعية. أصبح زوجها سيدني ويب اللورد باسفيلد الاول والاخير في عام 1929. وإلى جانب زوجها والعديد من الآخرين، ويب شاركت في تأسيس كلية لندن للاقتصاد والعلوم السياسية، ولعب دورا حاسما في تشكيل الجمعية الفابية. هي التي صاغت مصطلح «المفاوضة المشتركة».

## الريادة في مجال البحوث الاجتماعية وتقرير السياسات
أصبحت كاثرين -وهي إحدى أخوات بياتريس الأكبر سنًا- عاملة اجتماعية معروفة. بعد أن تزوجت كاثرين من ليونارد كورتني، تولت بياتريس عملها (محصلة إيجار طوعية) في المساكن النموذجية لمباني كاثرين، في منطقة وابينغ، التي كانت تديرها شركة إيست إند دوالينغس.
ساعدت الشابة بياتريس ابن عمها من خلال زواجها بتشارلز بوث في ريادته لعملية مسح الأحياء الفيكتورية الفقيرة في لندن، وأصبح هذا العمل في نهاية المطاف عملًا ضخمًا مكونًا من 17 مجلدًا بعنوان حياة وعمل الشعب في لندن (1902-1903).
أثارت هذه التجارب موقفًا نقديًا تجاه الأفكار الحالية حول العمل الخيري.
في عام 1890، تعرفت بياتريس بوتر على سيدني ويب، وطلبت مساعدته في بحثها. تزوجا في عام 1892، واشتركا في الأنشطة السياسية والمهنية حتى توفيت بعد 51 عامًا. عندما توفي والدها في يناير 1892، ترك لبوتر ثروة قدرها 1000 جنيه إسترليني سنويًا، حصلت بذلك على دخل خاص لإعالة نفسها مدى الحياة ولدعم المشاريع البحثية التي كانت تتابعها.
أصبح آل ويبس أعضاء نشطين في الجمعية الفابية. بدعم من الجمعية الفابية، شاركت بياتريس ويب في تأليف كتب وكراسات حول الاشتراكية والحركة التعاونية بما في ذلك تاريخ العمل النقابي (1894) والديمقراطية الصناعية (1897). في عام 1895، استخدم الفابيون جزءًا من إرث غير متوقع بقيمة 10000 جنيه إسترليني من هنري هاتشينسون وهو محامٍ من مدينة دربي، من أجل تأسيس مدرسة لندن للاقتصاد والعلوم السياسية.
بعد استشارة من الدكتورة أندريا ريبالياتي بشأن مشاكل الصحية، أصبحت ويب نباتية في عام 1902 وبعد ذلك بوقت قصير بدأت باستضافة صالون نباتي للاشتراكيين. بحلول عام 1908، كانت نائبة لرئيس الجمعية الوطنية لإصلاح الغذائي.

### المساهمات في نظرية الحركة التعاونية
قدمت بياتريس ويب عددًا من المساهمات المهمة في النظرية السياسية والاقتصادية للحركة التعاونية.
في كتابها الحركة التعاونية في بريطانيا العظمى في عام 1891، واستناداً إلى تجاربها في لانكشاير، ميزت بين «الجمعيات التعاونية الفدرالية» و«الجمعيات التعاونية الفردية». عرّفت نفسها بأنها فيدرالية تعاونية، وهي مدرسة فكرية تدافع عن الجمعيات التعاونية الاستهلاكية. وجادلت بأن الجمعيات التعاونية الاستهلاكية يجب أن تُنشأ على أنها جمعيات تعاونية للبيع بسعر الجملة (من خلال تشكيل جمعيات تعاونية يكون جميع الأعضاء فيها تعاونيين، وأفضل مثال تاريخي هو الجمعية التعاونية الإنجليزية للبيع بسعر الجملة) عندئذٍ يجب على هذه الجمعيات التعاونية الفيدرالية  امتلاك مزارع أو مصانع.
رفضت ويب فكرة الجمعيات التعاونية العمالية حيث يتمتع الأشخاص الذين يعملون فيها والذين استفادوا منها بقدر من السيطرة على كيفية تنظيمها، فجادلت في أن -في الوقت الذي كانت تكتب فيه– مثل هذه المشاريع باءت بالفشل لدرجة كبيرة، مُدخلة على الأقل، صيغتها من الاشتراكية التي تقودها لجان تطوعية مكونة من شخصيات أمثالها. بالطبع توجد أمثلة لجمعيات تعاونية عمالية ناجحة في ذلك الوقت كما في الوقت الحالي. وكانت هي القاعدة في بعض المهن. ومع ذلك، احتفل الكتاب النهائي لـ آل ويبس، الحقيقة حول روسيا السوفياتية (1942)، بالتخطيط المركزي بالتخطيط المركزي.
ويب هي من صاغت مصطلح «المفاوضة المشتركة».

## روابط خارجية
- بياتريس ويب على موقع الموسوعة البريطانية (الإنجليزية)